# Сісаванг Вонг
Сісаванг Вонг (лаос. ພຣະບາທສົມເດັຈພຣະເຈົ້າມະຫາຊີວິຕສີສວ່າງວົງສ໌; 14 липня 1885 - 29 жовтня 1959) — король Луанґпхабанґу, від 1946 — королівства Лаос. Правив від 28 квітня 1904 року до своєї смерті 29 жовтня 1959 року.

## Раннє життя
Він народився в місті Луанґпхабанґ 14 липня 1885 року. Його батьком був Закарін, король Луанґпхабанґу, а матір'ю — королева Тонгсі. Сісаванг здобув освіту в ліцеї Шаселу-Лаубат в Сайгоні та l'Ecole Coloniale в Парижі. У нього було 50 дітей від 15 дружин, двоє з яких були його зведеними сестрами  і одна племінницею. Чотирнадцять його дітей загинули одночасно на Меконгу під час аварії човна.

## Король Лаосу
Сісаванг став королем Луанґпхабанґу після смерті батька, 25 березня 1904 року. Тоді Луангпхабанг був французьким протекторатом у межах Французького Індокитаю. У 1931 році він приєднав до свого королівства провінцію Хуапхан, у 1942 — Сіангкхуанг і В'єнтьян; у 1946 — Тямпасак і Сайбурі.
Сісаванг був прихильником французького панування в Лаосі, і в 1945 році він відмовився співпрацювати з лаоськими націоналістами, які скинули його, проголосивши країну незалежною. У квітні 1946 року французи повернули собі владу в країні і відновили на посаді короля.
Незадовго до смерті, 1959 року, Сісаванг зробив своїм регентом спадкового принца Сісаванга Ваттану, який зайняв лаоський трон після його смерті. Кремацію тіла Сісаванга здійснили та поховали в місті Ват-Тат-Луанг.

## Нагороди
- Великий хрест Королівського ордена Камбоджі — 1905
- Великий Хрест ордена Дракона Аннама — 1905
- Відзнака Золотого Гонга, 1 клас (Аннам)
- Великий хрест ордена Почесного легіону —
- Великий офіцер ордена Чорної зірки Французького Беніну — 1935
- Великий офіцер ордена Корони Бельгії — 1935
- Офіцер Ордена мистецтв та літератури Франції — 1949
- Croix de guerre des Théâtres d'opérations extérieurs з пальмою (Франція) - 1949
- Кавалер ордена Королівського дому Чакрі (Таїланд) — 1955
- Великий хрест ордена За заслуги перед В'єтнамом — 1955